# Thurey
Thurey – miejscowość i gmina we Francji, w regionie Burgundia-Franche-Comté, w departamencie Saona i Loara.
Według danych na rok 1990 gminę zamieszkiwały 354 osoby, a gęstość zaludnienia wynosiła 19 osób/km² (wśród 2044 gmin Burgundii Thurey plasuje się na 566. miejscu pod względem liczby ludności, natomiast pod względem powierzchni na miejscu 497.).